# Chanel Nº 5

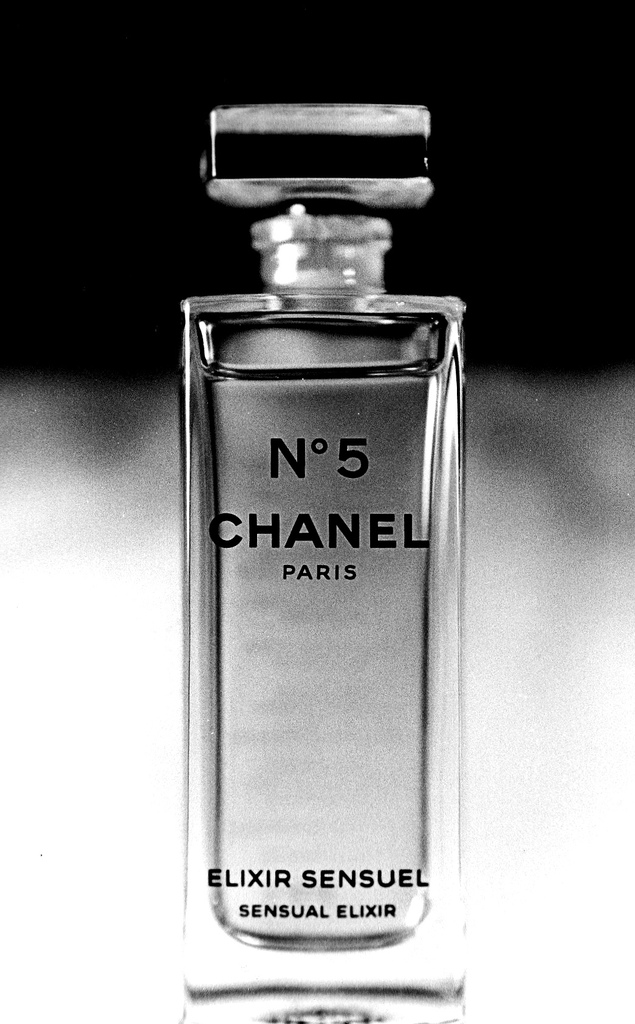
Chanel N°5 Elixir sensuel

Chanel Nº 5 (đôi khi viết là Chanel No. 5) là nước hoa đầu tiên được đưa ra thị trường bởi nhà thiết kế thời trang cao cấp tại Paris Gabrielle "Coco" Chanel. Công thức hóa học cho loại hương thơm được sáng tạo bởi nhà hóa học gốc Nga-Pháp và nhà tạo mùi nước hoa Ernest Beaux.
Nhãn hiệu nước hoa này đã được đưa ra vào năm 1921 và được coi là loại nước hoa phụ nữ thành công nhất của mọi thời đại. Thậm chí cho đến ngày nay Chanel Nº 5 vẫn luôn được xếp vào hạng trên trong top 10 loại nước hoa bán chạy nhất trên thế giới. Hãng Chanel ước tính trên thế giới cứ mỗi 30 giây là có một chai được bán ra. Mùi hương thơm này, được đặc trưng bởi một hỗn hợp 01:01:01 của Aldehyde C-10 (decanal), C-11 (undecanal) và C-12 (dodecanal).
Trận chiến của Parfums Chanel được diễn ra từ năm 1924, Chanel đã thực hiện một thỏa thuận với anh em nhà Wertheimer, Pierre và Paul, giám đốc hãng nước hoa nổi tiếng Bourjois kể từ năm 1917, tạo ra một công ty mang tên, "Parfums Chanel". Anh em nhà Wertheimers đồng ý cung cấp tài chính đầy đủ cho sản xuất, tiếp thị và phân phối của Chanel số 5 và họ sẽ nhận được một phần bảy mươi phần trăm lợi nhuận từ việc bán "Parfums Chanel", và Théophile Bader, người sáng lập cửa hàng bách Paris, Galeries Lafayette, sẽ nhận được hai mươi phần trăm. Bader đã thực hiện việc môi giới kết nối kinh doanh bằng cách giới thiệu Chanel Pierre Wertheimer tại các cuộc đua Longchamps vào năm 1922. Chỉ với mười phần trăm cổ phiếu, Chanel đã đăng ký nhãn hiệu là "Parfums Chanel" và không sự tham gia tất cả các hoạt động kinh doanh.không hài lòng với sự việc trên, Chanel đã làm việc trong hơn hai mươi năm để giành quyền kiểm soát hoàn toàn Công ty "Parfums Chanel."
Chanel là một loại nước hoa cho phụ nữ được đánh giá là rất thành công thể hiện qua sự phát triển của nó. Hiện nay, Chanel không chỉ thiết kế riêng cho phụ nữ mà thiết kế dành cho cả nam giới và rất được ưa chuộng trên thế giới.